# Caïdat de Mesfioua
Le caïdat de Mesfioua ou le caïdat des Mesfioua est une circonscription administrative marocaine située dans le cercle de Touama de la  province d’Al Haouz, au sein de la région administrative Marrakech-Safi. Habité par la tribu des Mesfioua, le chef-lieu de ce caïdat est la commune de Tidili Mesfioua.